# Harald Warrer Heering
Harald Warrer Heering (7. maj 1923 i København – 22. juli 2014 i Kongens Lyngby) var en dansk landinspektør, professor og modstandsmand.

## Uddannelse og modstandsaktiviteter
Han var søn af udstykningschef Herluf T. Heering og hustru Eva født Warrer, blev student fra Christianshavns Gymnasium i 1942 og var med i Akademisk Skyttekorps og 1944-45 med i Studenterforeningens Seniorat. Heering gik under Besættelsen ind i modstandsbevægelsen, hvor han i militærgruppen Detachement Slotsholmen (Region VI (København), O.2: Detachement Slotsholmen, Afsnit I (Akademisk Skyttekorps), Vest) hjalp jøder til flugt; blandt andet ved udskibning af jøder, som havde været skjult på Bispebjerg Hospital, fra Grønsund Færgebro på Falster. Han deltog også i våbenmodtagelse og –fordeling, herunder modtagelse af et parti svenske maskinpistoler i Nyhavn.

## Karriere
I 1948 blev Heering landinspektør, blev samme år ansat som assistent hos landinspektør E. Krog i København og fik i 1950 kgl. bestalling. Han blev i 1955 ansat som fuldmægtig i Matrikeldirektoratet under Landbrugsministeriet, hvor han i 1964 blev ekspeditionssekretær.
I 1970 blev Heering professor i matrikelvæsen ved Den Kongelige Veterinær- og Landbohøjskole (KVL), hvor han syv år senere måtte fratræde professoratet, som blev nedlagt ved landinspektørstudiets udflytning til Aalborg Universitet. Dernæst drev han atter selvstændig landinspektørvirksomhed frem til 1991. Han var formand for Fagrådet for Landinspektørvidenskab 1971-74, og medlem af KVLs konsistorium 1971-77. Han var medarbejder ved Statens Jordlovsudvalg, lærer i landmåling ved Det tekniske Selskabs Skoler 1965-71 og ved Byggeteknisk Højskole 1967-71 og 1978-91 igen ved Det tekniske Selskabs Skoler, nu Københavns Tekniske Skole. Han var medlem af Ministerialforeningens bestyrelse 1968-71 og kommissionsrepræsentant i Fédération Internationale des Géomètres.
Han var desuden medlem af Det Kongelige Teaters Komparseri 1943-68 og 1997-2010, herunder med deltagelse i gæstespil i ind- og udland.
Heering blev gift 4. november 1950 med Else Busch-Jensen (født 8. oktober 1927 i København), datter af afdelingschef Robert Busch-Jensen og hustru Lilly født Petersen.
Han er begravet på Lyngby Kirkegård.